# Umm Ghiraf
Umm Ghiraf (arab. أم غراف) – wieś w Syrii, w muhafazie Aleppo, w dystrykcie Dżabal Siman. W 2004 roku liczyła 332 mieszkańców.